# Die andere Mutter
Die andere Mutter ist ein US-amerikanischer Spielfilm aus dem Jahr 1995 nach einem Roman von Seth Margolis.

## Handlung
In einer US-amerikanischen Großstadt setzt die Crack-abhängige Khaila Richards ihren frisch geborenen Sohn Isaiah in einem Pappkarton auf einer Müllhalde aus. Von Müllmännern entdeckt, wird er in einem Krankenhaus gerettet und von der Sozialarbeiterin Margaret Lewin aufgenommen. Khaila kommt aufgrund von Drogen- und Diebstahldelikten ins Gefängnis. Während Khaila im Gefängnis ihre Drogenabhängigkeit erfolgreich bekämpfen kann, haben Margaret und Charles Lewin Erfolg bei der Adoption des kleinen Jungen.
Nach einigen Jahren erfährt Khaila, dass ihr totgeglaubter Sohn noch lebt. Gemeinsam mit dem Rechtsanwalt Kadar Lewis kämpft sie um die Aufhebung der Adoption. Vor Gericht begründet wird dies unter anderem damit, dass die weiße Familie Lewis der afroamerikanischen Herkunft des Jungen bei dessen Erziehung keinerlei Beachtung geschenkt habe, und dass seine schwarze Mutter in dieser Hinsicht eine bessere Identifikationsfigur sei. Mit Erfolg. Der Junge wird zur leiblichen Mutter zurückgebracht, erleidet jedoch ein Trauma nach der Trennung von Margaret, zu der er eine stärkere Bindung hat. Als Khaila nicht mehr mit dem Jungen klarkommt, ruft sie Margaret an. Khaila entschließt sich nun doch, dass Isaiah zu Margaret zurückkehren darf. Nur möchte sie nun nicht mehr den Kontakt zu ihrem Sohn verlieren und gemeinsam mit Margaret für Isaiah zur Verfügung stehen.

## Hintergrund
Der Name Isaiah ist die englische Form des biblischen Namens Jesaja. Am Ende des Films wird eine Stelle aus dem gleichnamigen biblischen Buch (Jesaja 11,6 ) zitiert. Wobei nur der letzte Teil des Verses zitiert wird, in dem von einem kleinen Jungen die Rede ist, der die im Moment noch verfeindeten, aber dann versöhnten Tiere leiten wird. Dies soll die Hoffnung auf Frieden in der Welt (und dem Thema des Films entsprechend, auch zwischen Völkern/Ethnien) zum Ausdruck bringen. Der Name Isaiah hat insofern eine symbolische Bedeutung, da der Junge seinen „Müttern“ einen Weg zur Überwindung des Rassenkonflikts zeigt.

## Kritiken
In englischsprachigen Medien wurde der Film überwiegend negativ beurteilt. Basierend auf der Auswertung von 29 Kritiken wird auf Rotten Tomatoes eine Positivquote von lediglich 45 Prozent ausgewiesen.
- Filmdienst: „Ein sensibel gespieltes, bewegendes Drama um einen kaum lösbaren Rechts-, Gefühls- und Interessenskonflikt. Gut erzählt, informativ in den Einblicken in die amerikanische Sozialszene.“
- Movieline: „Emotionales Drama, zuweilen gemächlich und selten berührend, trotz guter schauspielerischer Leistungen.“

## Auszeichnungen
Halle Berry wurde im Jahr 1996 für den Image Award nominiert.